# IC 331
IC 331 је спирална галаксија у сазвјежђу Бик која се налази на листи објеката дубоког неба у Индекс каталогу.
Деклинација објекта је + 0° 16' 58" а ректасцензија 3h 32m 19,0s. Привидна величина (магнитуда) објекта IC 331 износи 13,9 а фотографска магнитуда 14,7. IC 331 је још познат и под ознакама MCG 0-10-3, CGCG 391-5, IRAS 03296+0005, PGC 13119.